# Musée d'Art d'Indianapolis
Le musée d'Art d'Indianapolis (Indianapolis Museum of Art) est un musée situé dans la ville d'Indianapolis, dans l'État de l'Indiana, aux États-Unis. Depuis 2017, il est intégré au campus Newfields qui comprend aussi le parc Fairbanks, le jardin botanique The Garden et le domaine Oldfields.

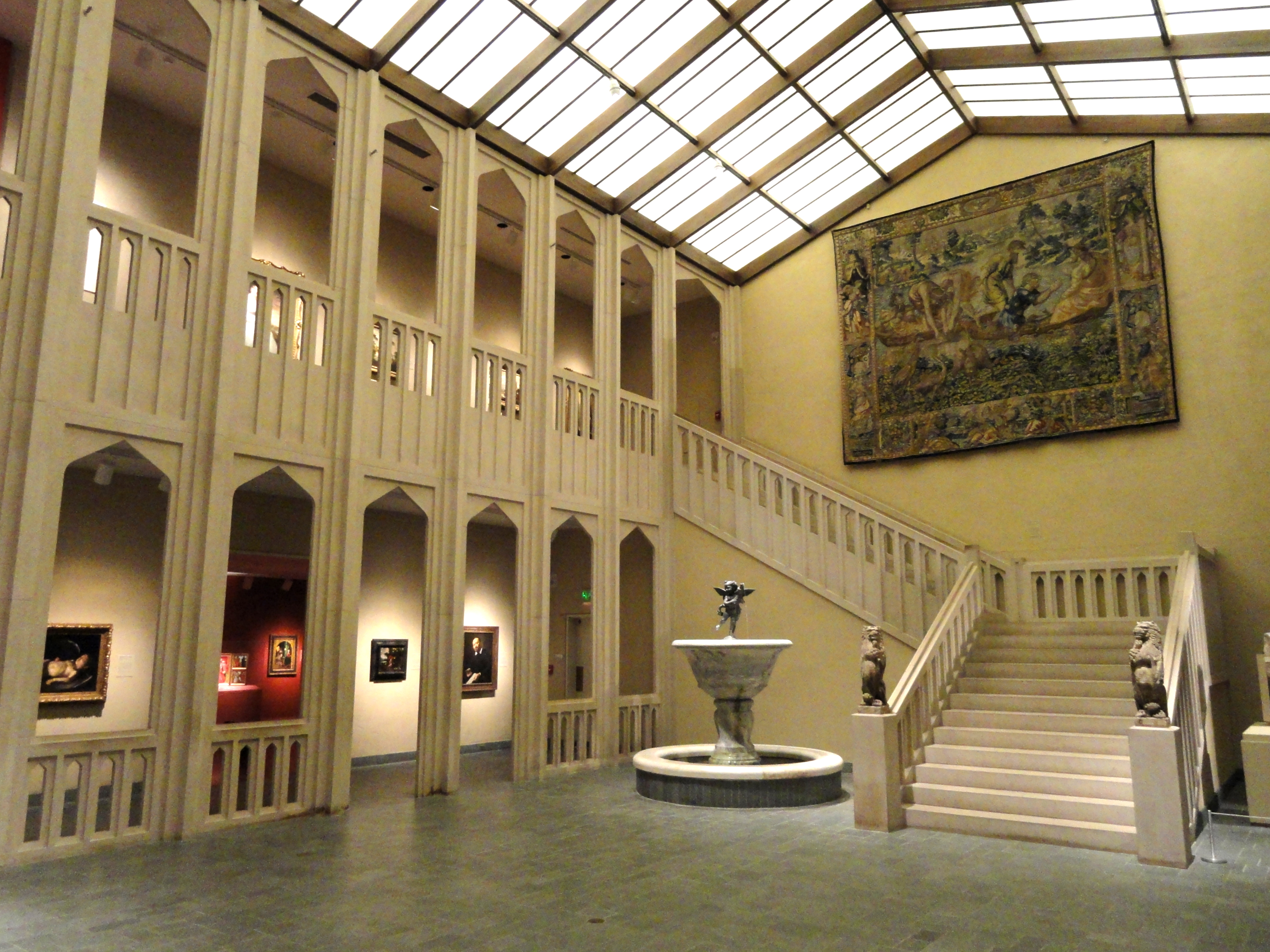
Intérieur du Pavillon Clowes du musée d'Art d'Indianapolis.

## Historique
Le musée d'Art d'Indianapolis est fondé en 1883 par la Art Association of Indianapolis, une association dirigée par la suffragette May Wright Sewall, afin de sensibiliser la population de la ville à l'art et de faciliter la diffusion de l'éducation artistique. À sa mort en 1895, le millionnaire John Herron lègue à l'association une somme importante à la condition expresse que l'argent serve à la mise en place d'une galerie d'art, doublée d'une école portant son nom. Le John Herron Art Institute est inauguré en 1902, puis connaît plusieurs agrandissements entre 1905 et 1910.
Des années 1930 jusqu'aux années 1950, le John Herron Art Institute voit ses collections s'enrichir de façon notable. Caroline Marmon Fesler, présidente de l'Art Association of Indianapolis, lègue notamment dans les années 1940 plusieurs tableaux postimpressionnistes de Paul Cézanne, Vincent Van Gogh et Georges Seurat.
En 1966, l'école des Baux-Arts est intégrée à l'université de l'Indiana. La même année, il est décidé que la galerie d'art doit être déplacée dans un lieu plus grand et mieux aménagé. En octobre 1970, le Pavillon Krannert ouvre ses portes, tout juste une année après que le musée est rebaptisé de son nom actuel.
En 1972, le pavillon Clowes, destiné à l'exposition permanente des œuvres des Vieux Maîtres, est achevé et ouvert au public. S'ajoutent l'année suivante les pavillons Showalter et la fontaine Sutphin. En 1986, l'architecte américain Edward Larrabee Barnes est choisi pour dessiner les plans du pavillon Hulman. Inaugurée en 1990, cette nouvelle aile du musée de 7,400 mètres carrés est consacrée à l'exposition de la collection d'art africain et du Pacifique Sud. À cette occasion, l'ensemble des collections est redéployé afin de permettre une visite qui respecte mieux un parcours chronologique des œuvres.
En 2008, l'entrée principale du musée est relocalisée au 1200 West 38th Street.

## Collection permanente
La collection permanente du musée est riche de plus de 54,000 tableaux, sculptures et objets d'art. Sont particulièrement bien représentées la peinture et la sculpture européennes et américaines. Le musée possède notamment une remarquable collection de tableaux postimpressionnistes.
L'art moderne est également bien représenté avec des toiles des peintres européens Pablo Picasso, Marc Chagall et Henri Matisse, ainsi que des œuvres des peintres américains Edward Hopper et Georgia O'Keefe.
La collection d'art asiatique compte plusieurs chefs-d'œuvre.

## Principales œuvres de la  collection permanente
- Charles Angrand, Chemin de campagne, vers 1886[2]
- Frank W. Benson, Sunlight, 1909[3]
- Émile Bernard, Femmes bretonnes devant un mur, 1892[4]
- Isabel Bishop, Tidying Up, 1941[5]
- Émile Bouneau, La Concorde[6]
- Alfred Thompson Bricher, Morning at Grand Manan (en), 1878[7]
- Jean-Baptiste Carpeaux, The Negress (en), 1868[8]
- Paul Cézanne, Maison devant la Sainte-Victoire, près de Gardanne, vers 1885[9]
- William Merritt Chase, Dorothy, 1902[10]
- Jean-Baptiste-Camille Corot, Ville d'Avray, sentier boisé près d'un étang, 1872[11]
- John Sell Cotman, Blasting St. Vincent's Rock, Clifton, vers 1830[12]
- Lucas Cranach l'Ancien, La Crucifixion, 1532[13]
- Albert Cuyp, The Valkhof at Nijmegen, vers 1652-1654[14]
- Arthur Dove, Reflections, 1935[15]
- Jean Dubuffet, Courre Merlan (Whiting Chase), 1925[16]
- Albrecht Dürer, The Holy Family with the Dragonfly, vers 1495[17]
- Anthony van Dyck, Entry of Christ into Jerusalem, vers 1617[18]
- Jean-Honoré Fragonard, Les Joies de la maternité, vers 1752[19]
- Johann Heinrich Füssli, Galinthias Outwits Eileithyia by Announcing the Birth of Heracles (recto), Portrait de madame Füssli (verso), 1791[20]
- Paul Gauguin, Le Joueur de flageolet sur la falaise, 1889[21]
- Paul Gauguin, Nature morte au profil de Laval, 1886[22]
- Paul Gauguin, Ferme à Arles, 1888
- Claude Gellée, La Fuite en Égypte, 1635
- Vincent van Gogh, Paysage de Saint-Rémi, dit aussi Champ enclos avec un paysan, 1889[23]
- Francisco de Goya, Portrait de Félix Colón de Larriátegui, 1794[24]
- Le Greco, Saint Luc, Saint Matthieu et Saint Simon
- Alexandre Charles Guillemot, Mars et Vénus surpris par Vulcain, 1827[25]
- John Haberle, U.S.A., vers 1889[26]
- Childe Hassam, Cliff Rock - Appledore, 1903[27]
- Katsushika Hokusai, Fine Wind, Clear Morning, 1829-1833[28]
- Winslow Homer, The Boat Builders, 1873[29]
- Edward Hopper, Hotel Lobby, 1943[30]
- Robert Indiana, LOVE, sculpture, 1970[31]
- Robert Indiana, LOVE, peinture, 1966[32]
- George Inness, The Rainbow, vers 1878-1879[33]
- Robert Irwin, Sans titre, 1968-1969[34]
- Donald Judd, Sans titre, 1967[35]
- Willem Kalf, Nature morte au vase chinois, 1669[36]
- Georges Lacombe, Vorhor, la vague verte, vers 1896-1897[37]
- Neroccio di Bartolomeo de' Landi, Madonna col Bambino tra i santi Giovanni Battista e Maria Maddalena, vers 1495[38]
- Jacob Lawrence, Sans titre (The Birth), 1938[39]
- Fernand Léger, Homme et femme, 1921[40]
- Georges Lemmen, Les Deux Sœurs, dit aussi Les sœurs Serruys, 1894[41]
- Claude Gellée dit Le Lorrain, La Fuite en Égypte, vers 1635[42]
- Paul Manship, The Flight of Europa, 1925[43]
- Carlo Maratta, Rébecca et Eliezer au puits, vers 1655-1657[44]
- John Marin, Hurricane, 1944[45]
- Richard E. Miller, Afternoon Tea, 1910[46]
- Jean-François Millet, Le Paysan rentrant du fumier, 1848-1852[47]
- Barnaba da Modena, Crucifixion, 1375[48]
- Amedeo Modigliani, Garçon à la veste bleue, 1919[49]
- Jan Miense Molenaer, Battle Between Carnival and Lent, vers 1633-1634[50]
- Claude Monet, Charing Cross Bridge, vers 1900[51]
- Charles-Joseph Natoire, Borée et Orithyie, vers 1741[52]
- Giovanni Francesco Bezzi dit il Nosadella, La Sainte Famille avec saint Jean Baptiste, vers 1550-1560[53]
- Georgia O'Keeffe, Jimson Weed, 1936[54]
- Giovanni Paolo Panini, Caprice romain: le Panthéon et autres monuments, 1735[55]
- Pablo Picasso, Ma Jolie, 1913-1914[56]
- Camille Pissarro, Les Berges de l'Oise près de Pontoise, 1873[57]
- Camille Pissarro, La Maison de la sourde et le Clocher d'Éragny, 1886[58]
- Odilon Redon, La Voile jaune, vers 1905[59]
- Rembrandt van Rijn, Autoportrait, vers 1629[60]
- Auguste Renoir, Bouquet dans un vase, 1878[61]
- Auguste Renoir, Printemps à Essoyes, vers 1900[62]
- José de Ribera, Aristote, 1637[63]
- Norman Rockwell, The Love Song, 1926[64]
- Pierre Paul Rubens, L'Entrée triomphale de Constantin dans Rome, vers 1621[65]
- Jacob van Ruisdael, Paysage à la cascade, vers 1670-1675[66]
- Karl Schmidt-Rottluff, Mutter (Mère), 1916[67]
- Paul Sérusier, Le Ramasseur de goémon, vers 1890[68]
- Paul Sérusier, Bretons dans la forêt d'Huelgoat, 1893[69]
- Georges Seurat, Le Chenal de Gravelines, Petit Fort Philippe, 1890[70]
- John Sloane, Red Kimono on the Roof, 1912[71]

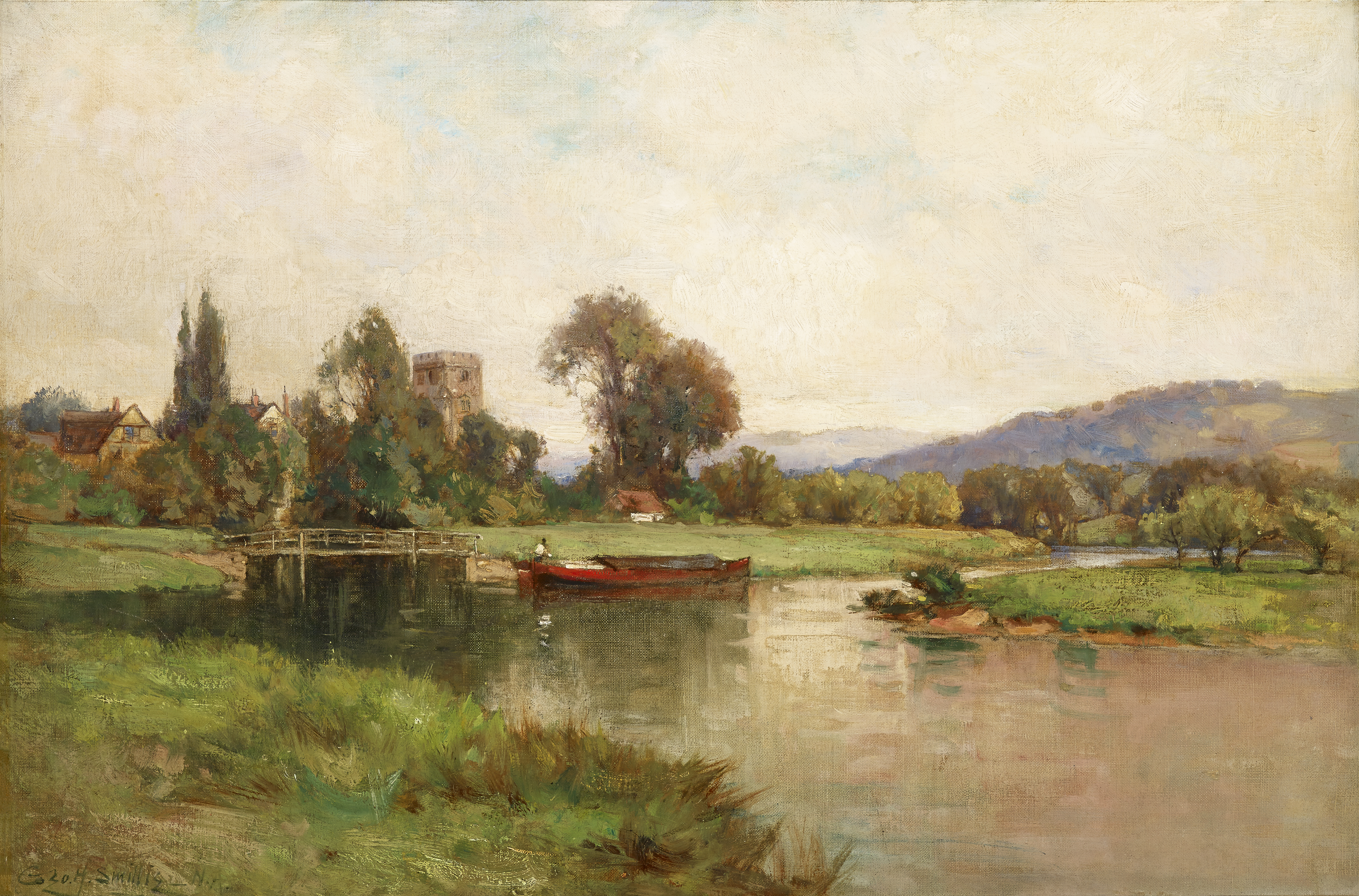
George Henry Smillie, Working on the Thames River.

- George Henry Smillie, Working on the Thames River, 1884.
- George Stubbs, Pangloss, vers 1762.
- Edmund Tarbell, Préparation pour la matinée, 1907[72]
- David Teniers le Jeune, Les Archers, vers 1645-1650[73]
- Le Titien, Portait d'un gentilhomme, vers 1508-1510[74]
- Jan Toorop, Broek in Waterland, 1889[75]
- Henri de Toulouse-Lautrec, Moulin Rouge: La Goulue, 1891[76]
- Joseph Mallord William Turner, La Cinquième Plaie d'Égypte, 1800[77]
- James Turrell, Acton, 1976[78]
- Bill Viola, The Quintet of the Silent, 2000[79]
- Édouard Vuillard, Couturière, 1893[80]
- Jean-Antoine Watteau, La Danse champêtre, vers 1706-1710[81]

## Galerie

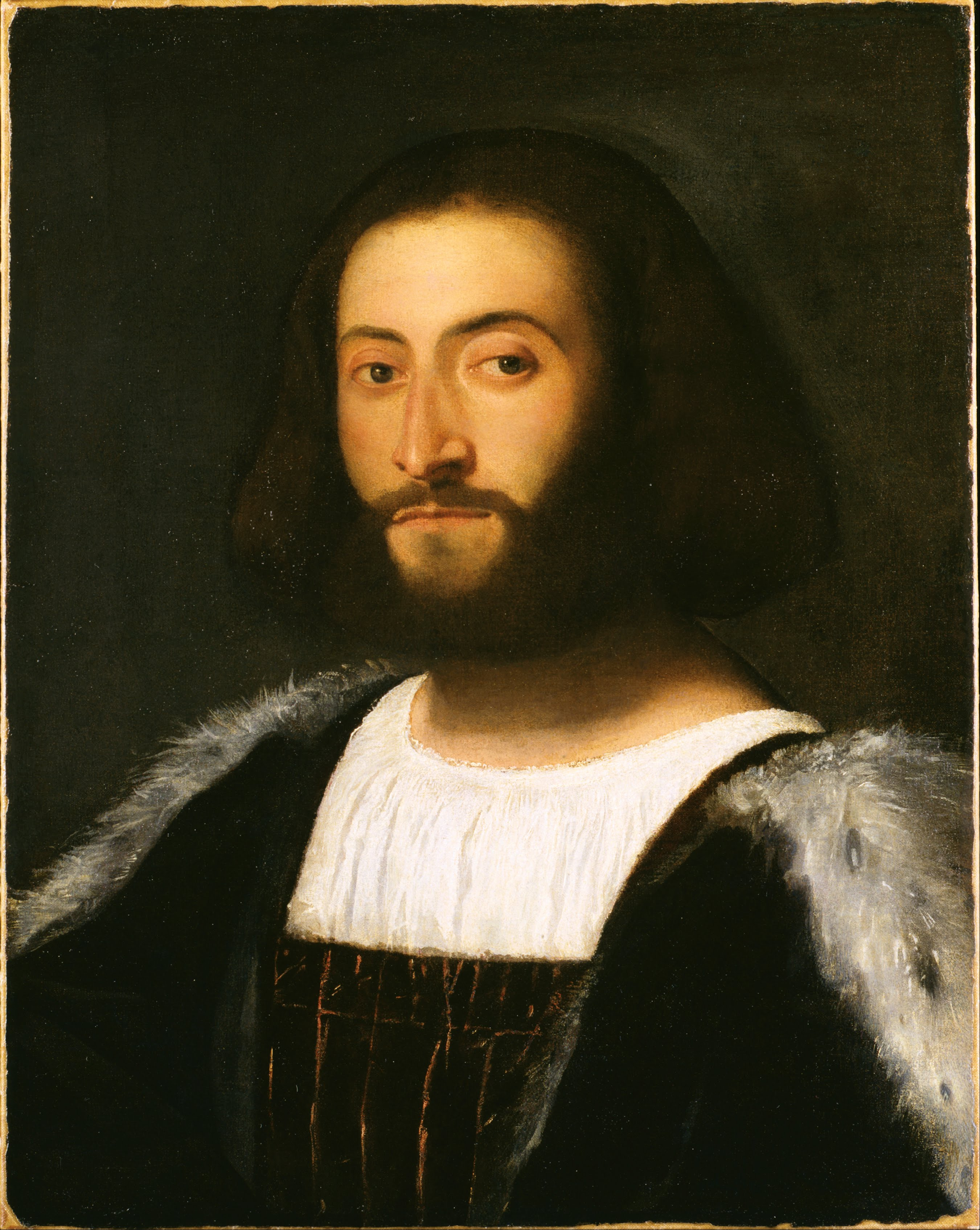
Le Titien, Portait d'un gentilhomme, vers 1508-1510
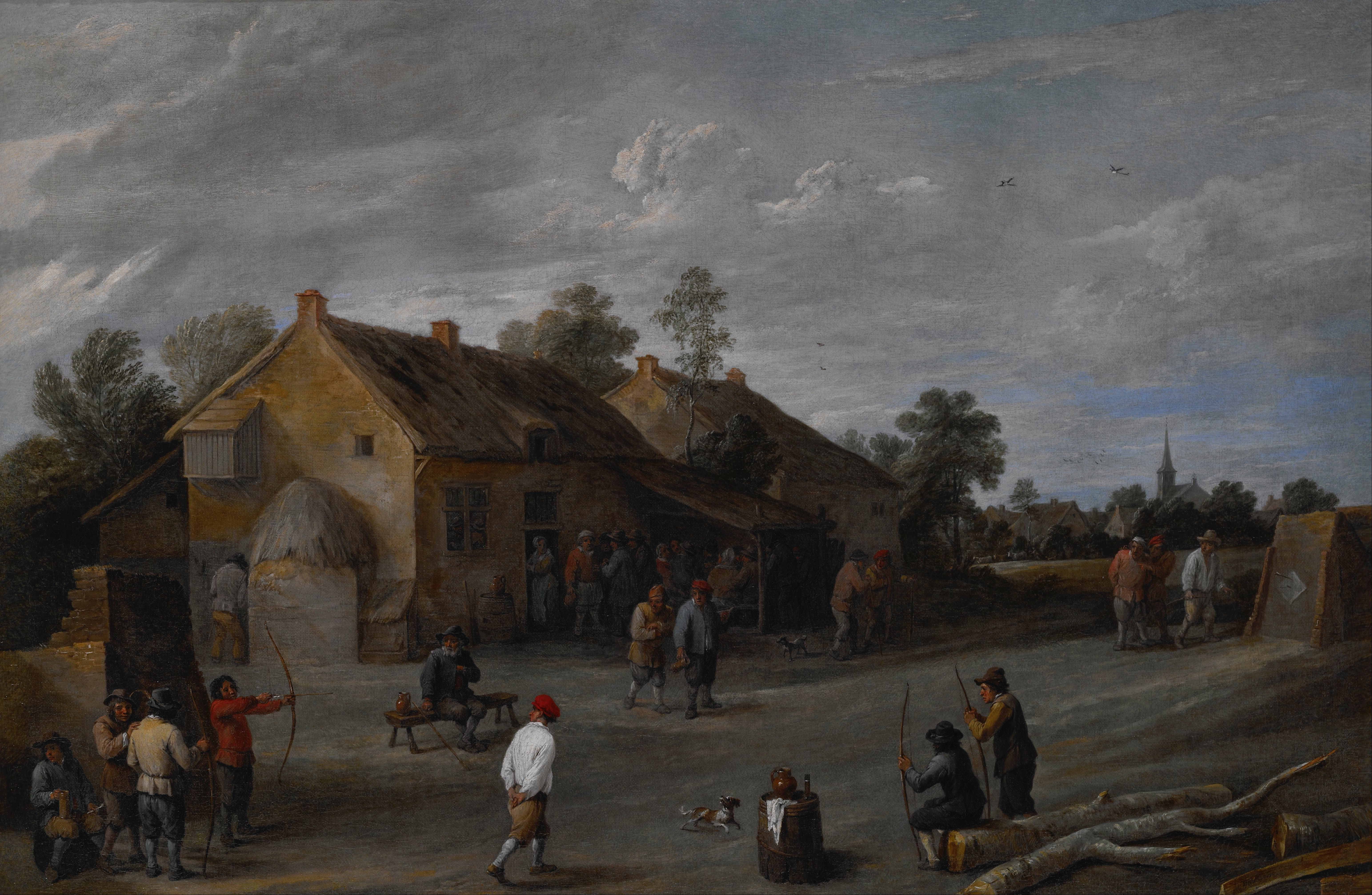
David Teniers le Jeune, Les Archers, vers 1645-1650
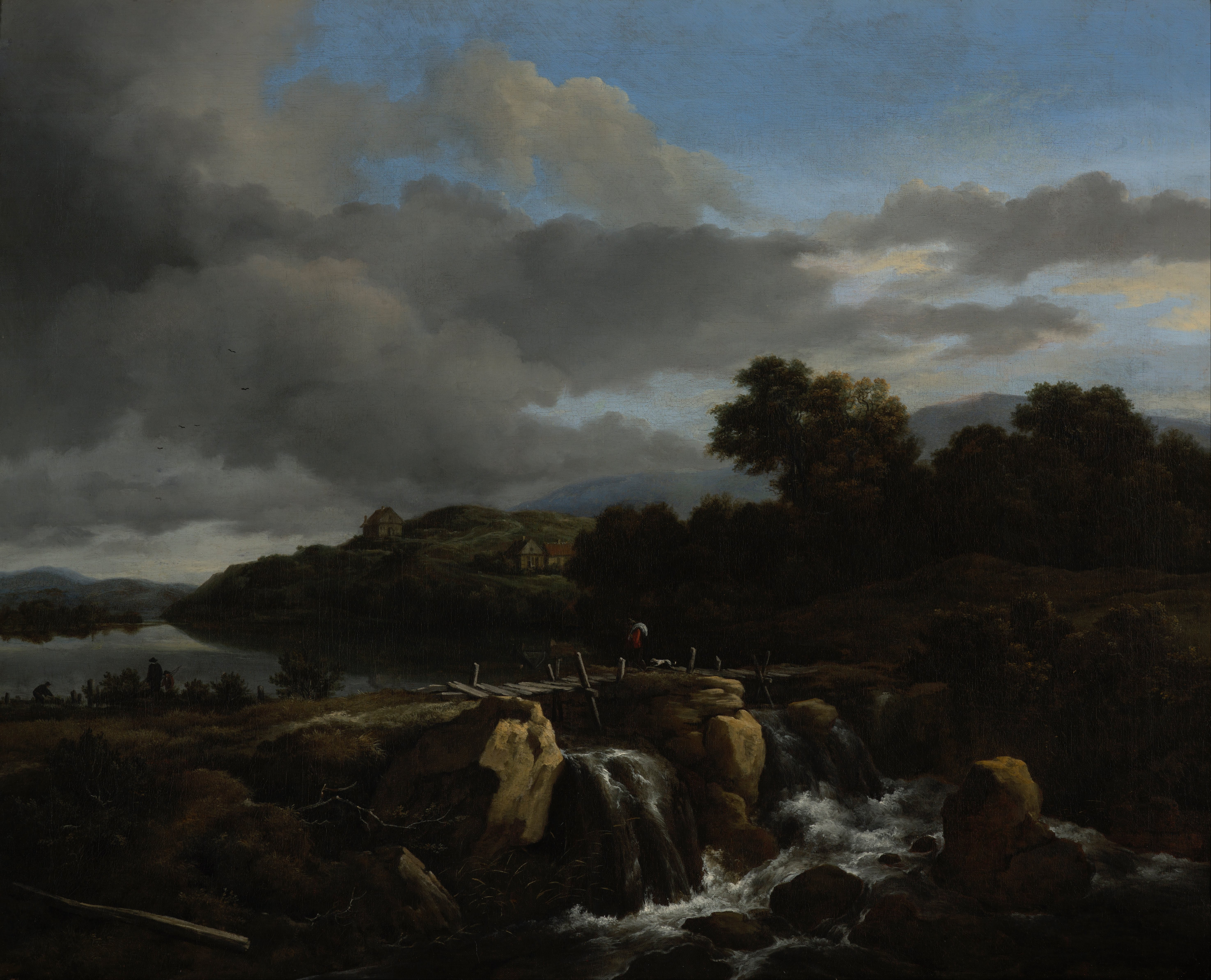
Jacob van Ruisdael, Paysage à la cascade, vers 1670-1675
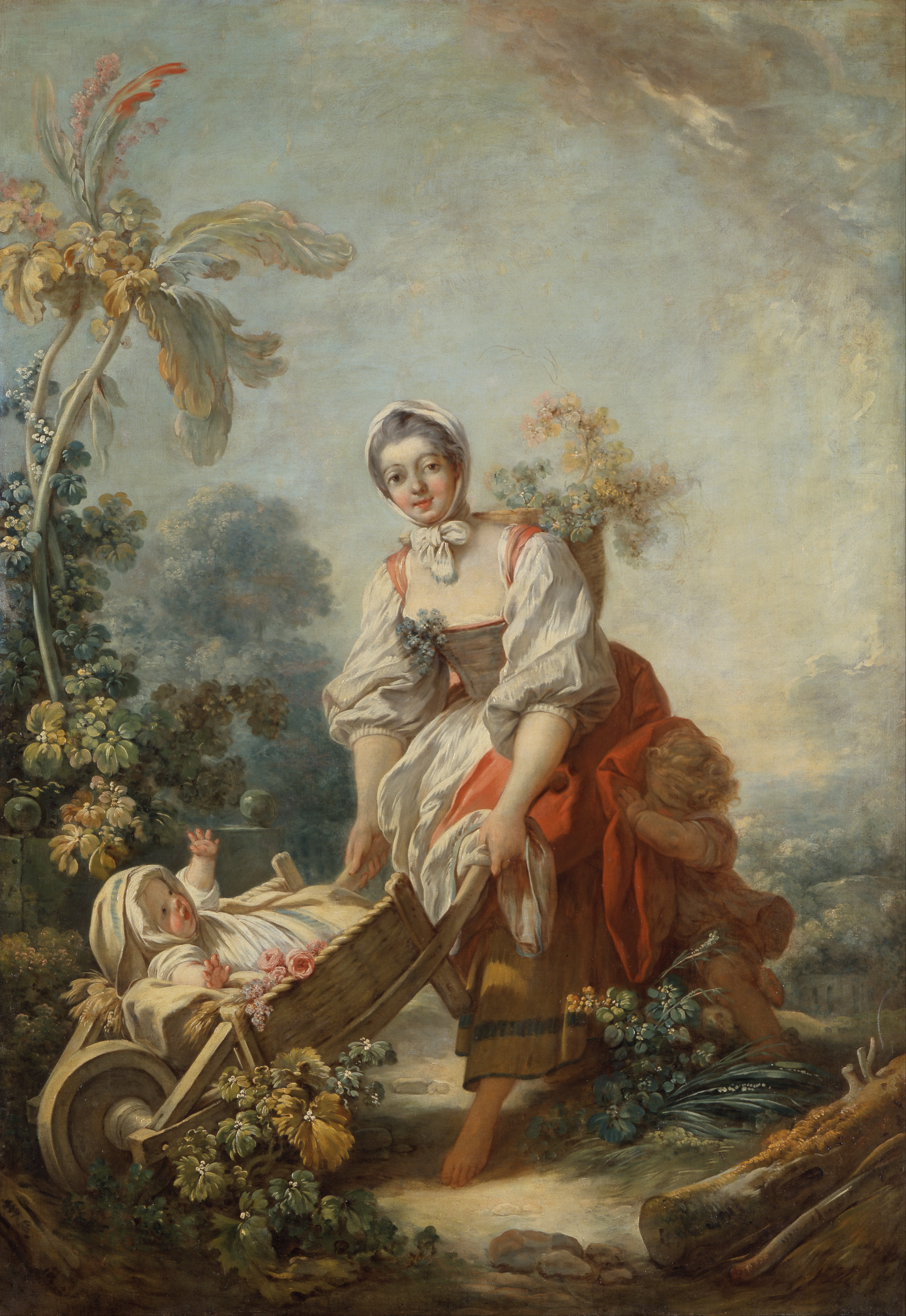
Jean-Honoré Fragonard, Les Joies de la maternité, vers 1752
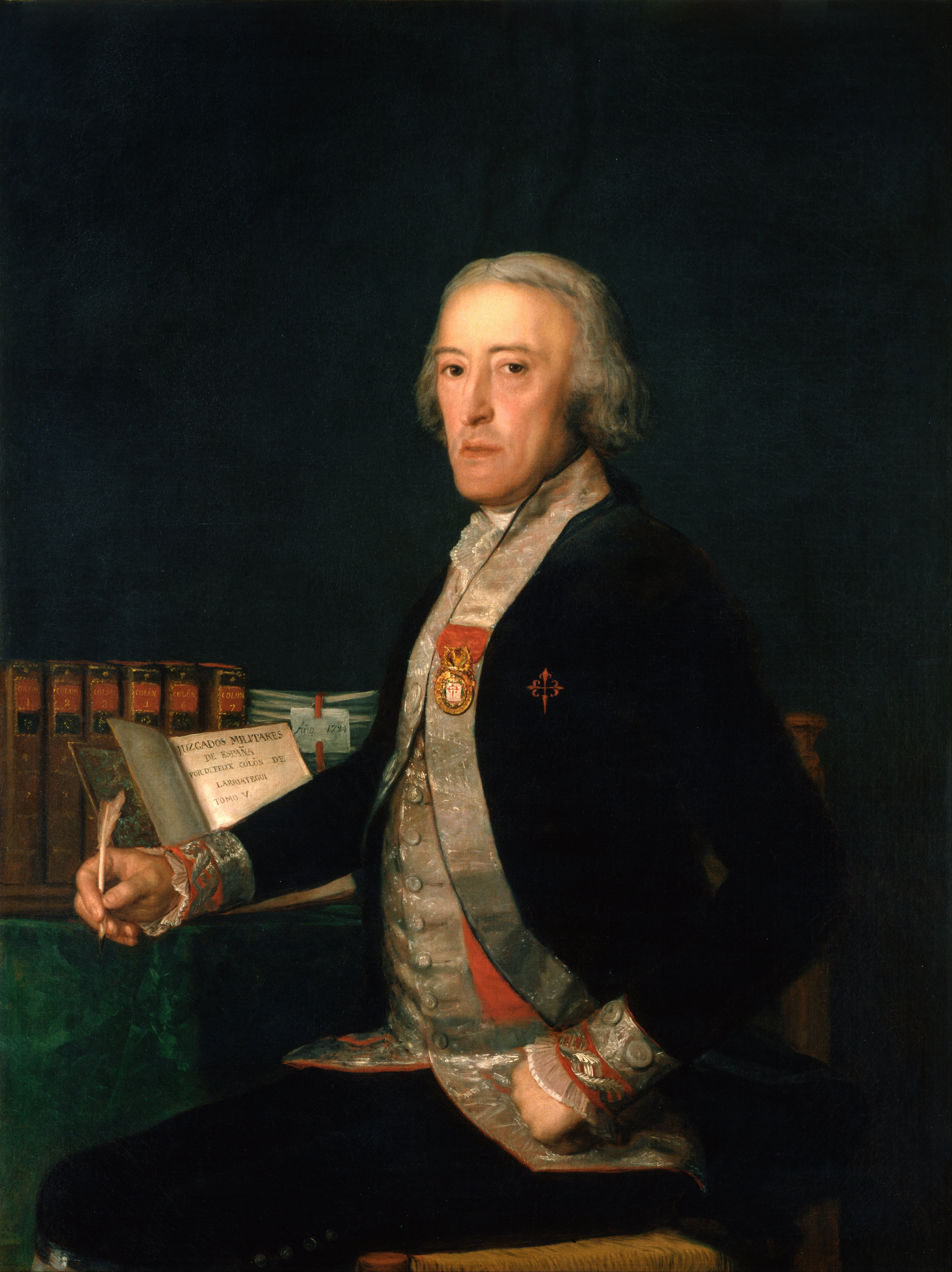
Francisco de Goya, Portrait de Félix Colón de Larriátegui, 1794
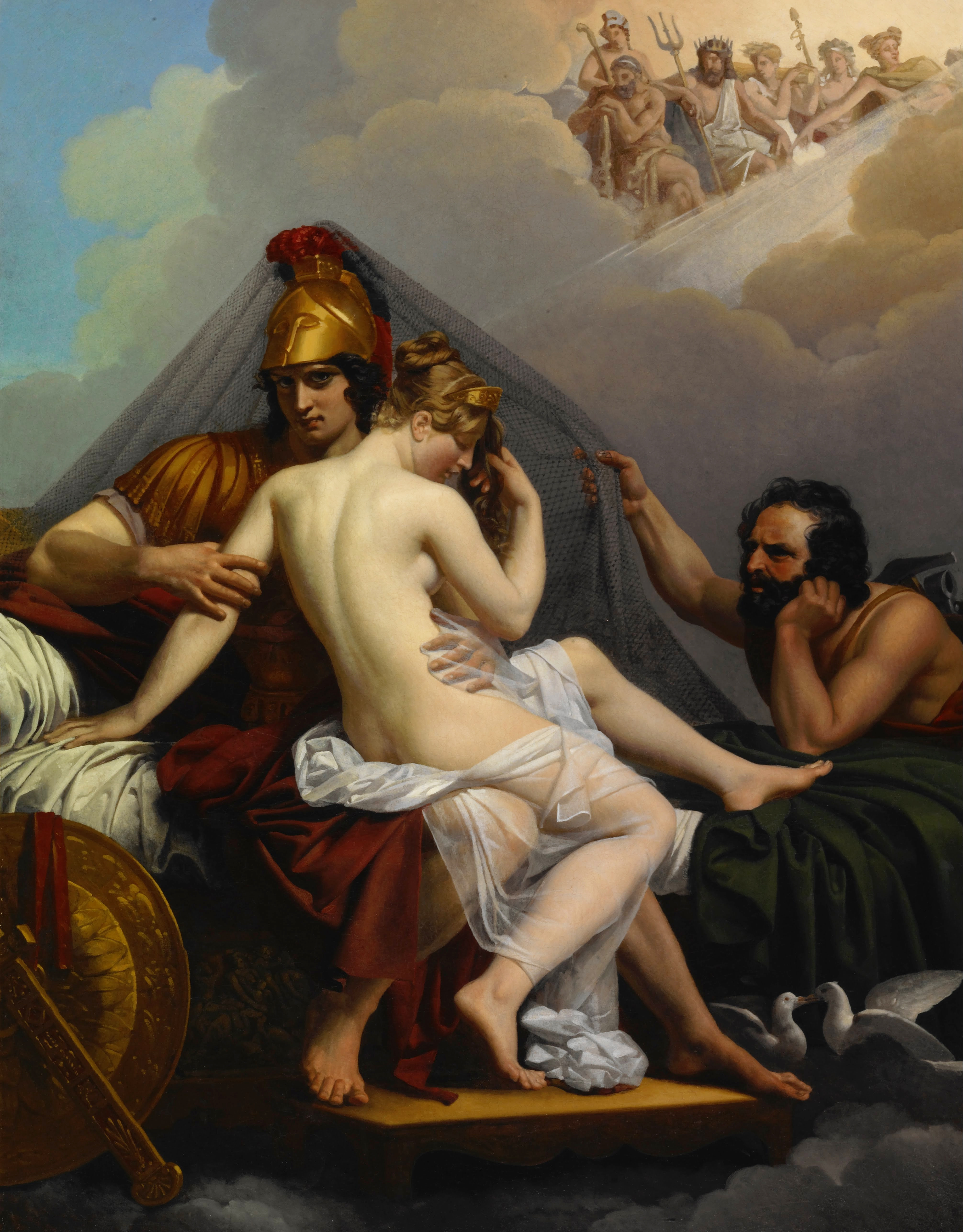
Alexandre Charles Guillemot, Mars et Vénus Surpris par Vulcain, 1827
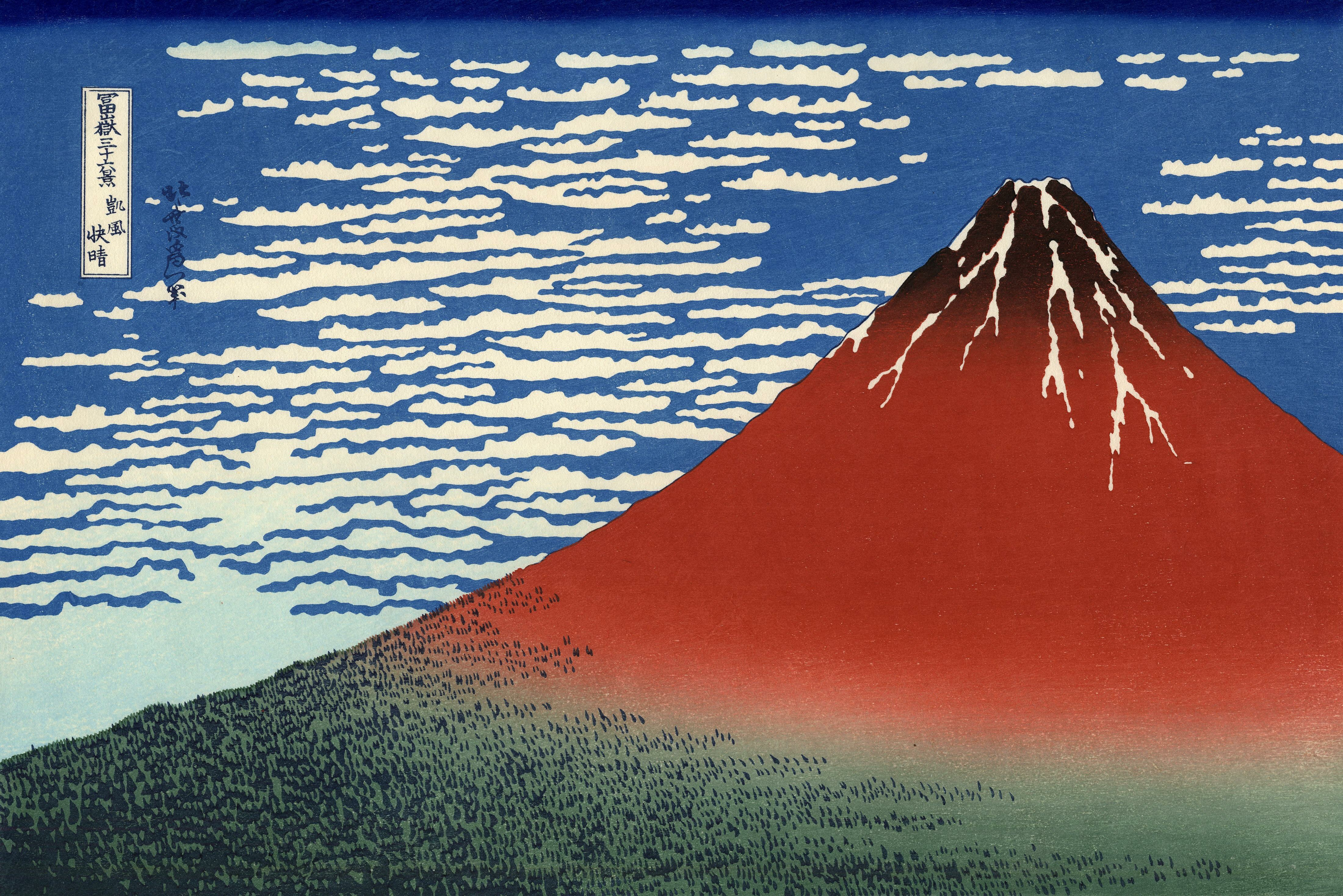
Katsushika Hokusai, Fine Wind, Clear Morning, 1829-1833
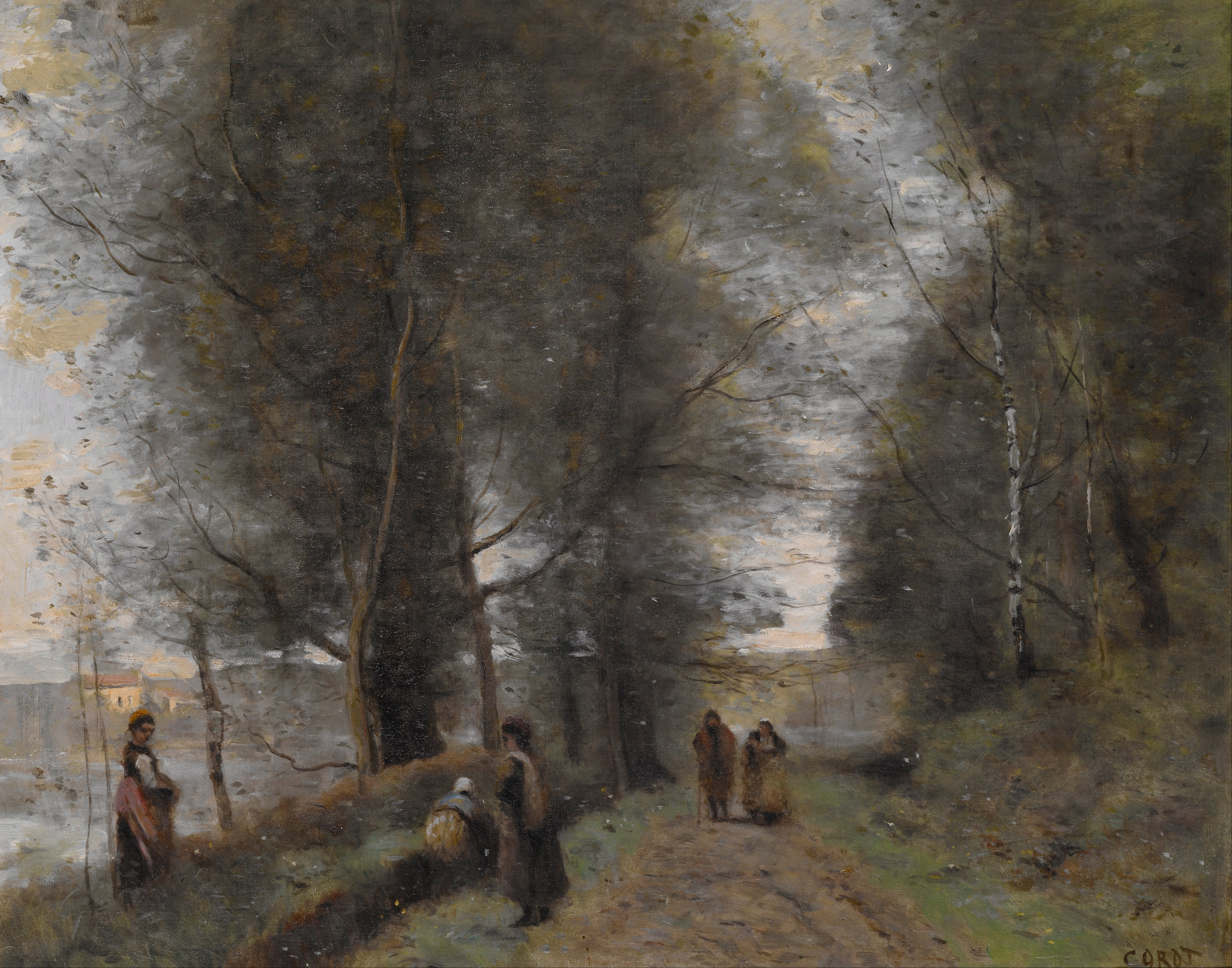
Jean-Baptiste-Camille Corot, Ville d'Avray, sentier boisé près d'un étang, 1872
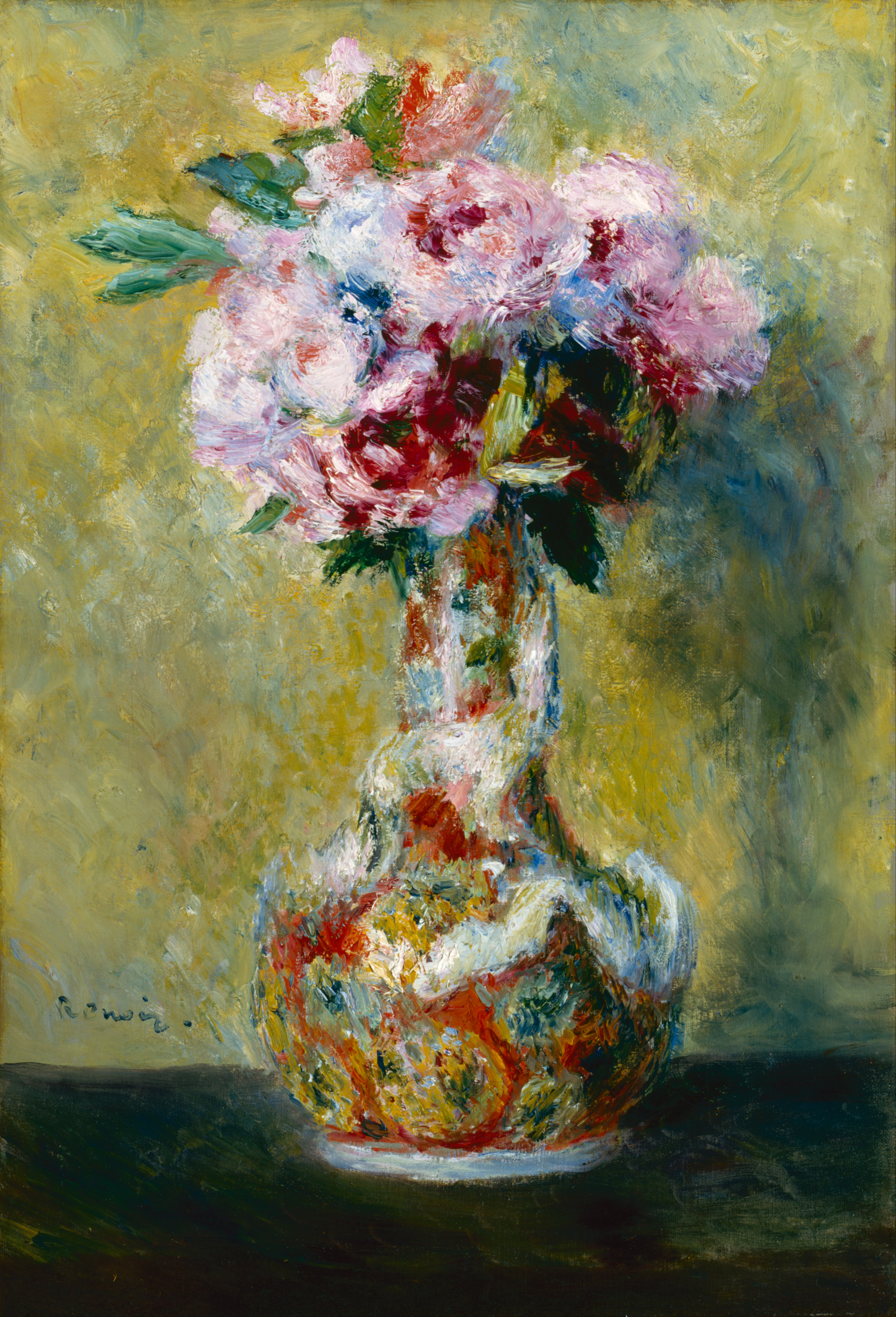
Auguste Renoir, Bouquet dans un vase, 1878
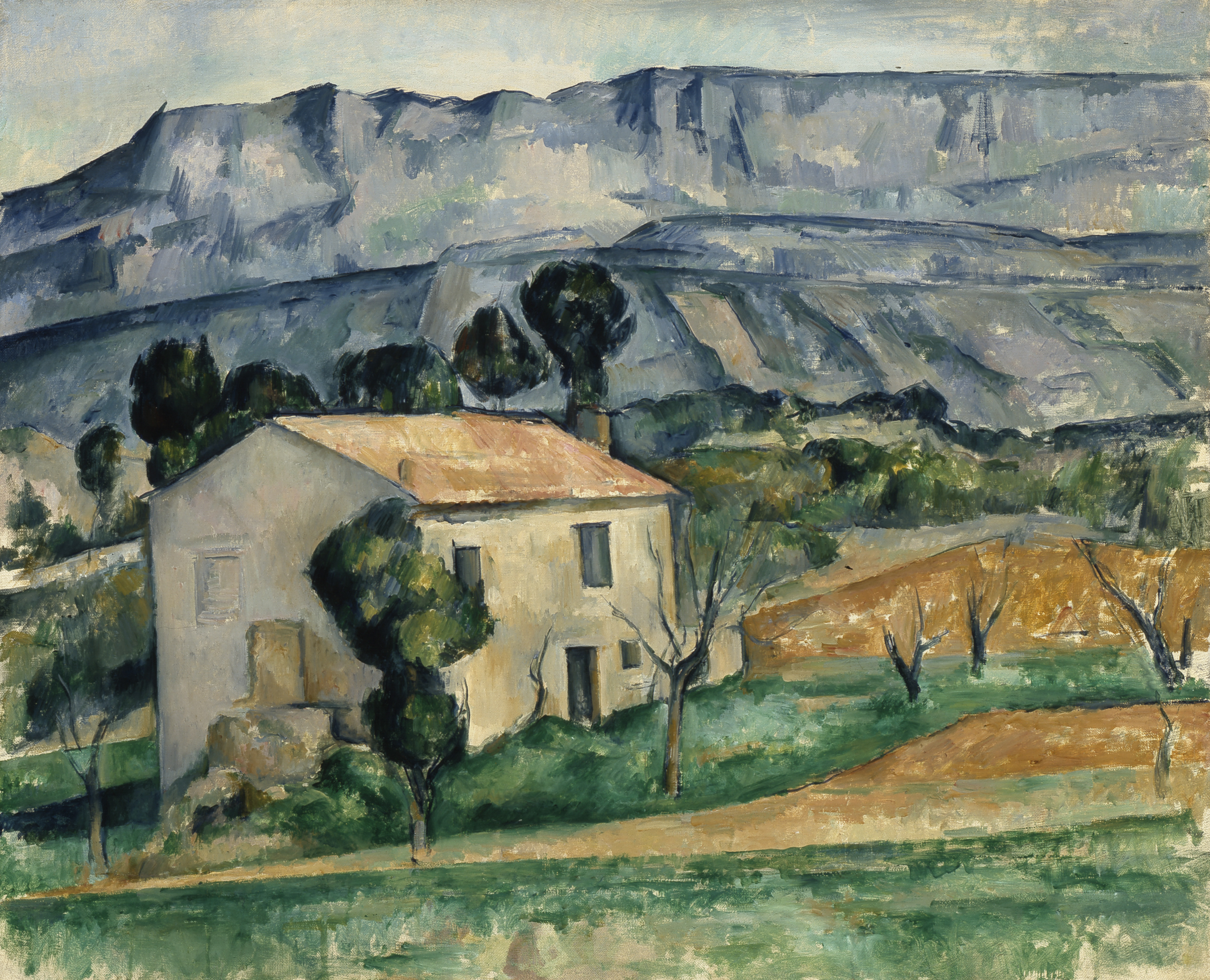
Paul Cézanne, Maison devant la Sainte-Victoire, près de Gardanne, vers 1885
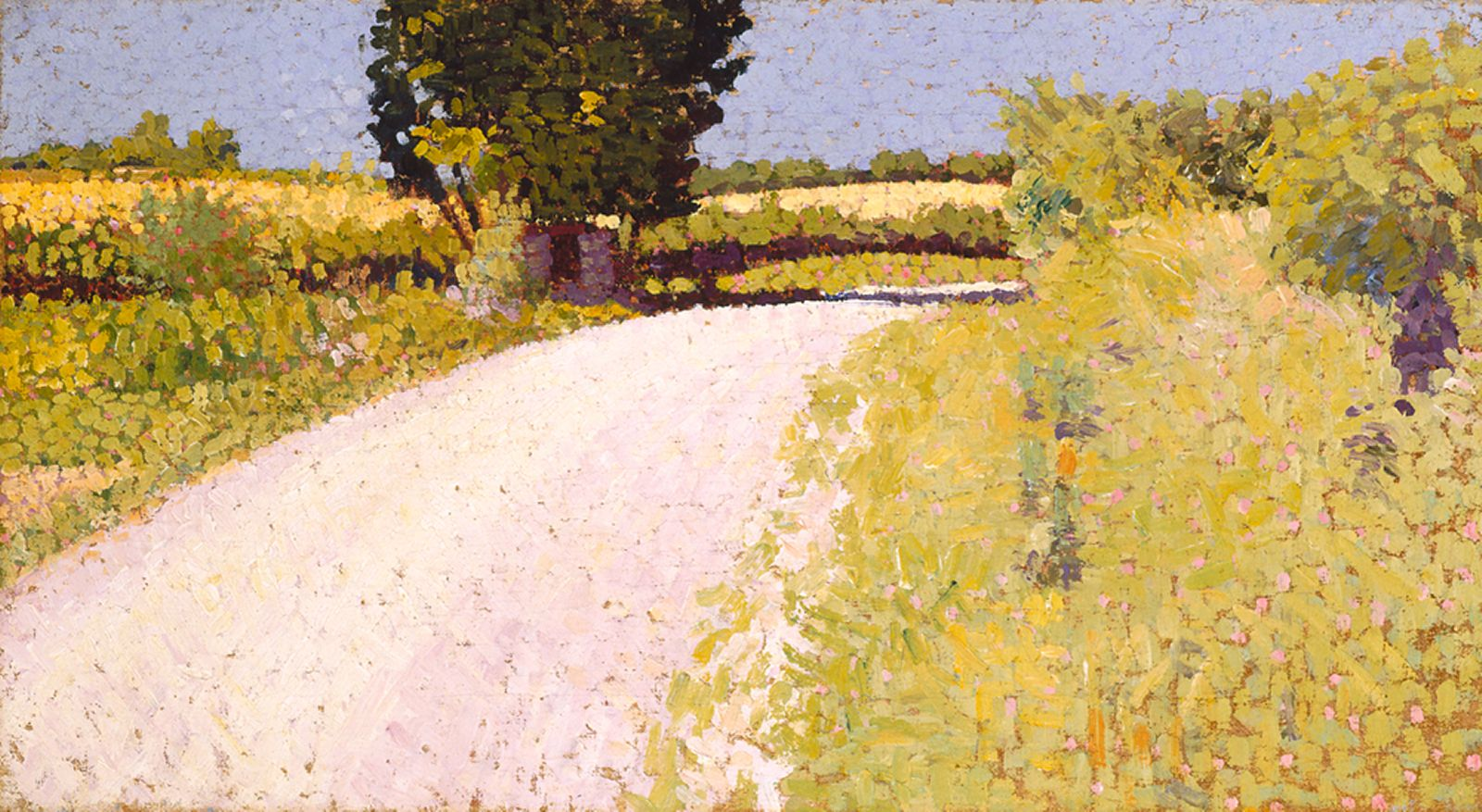
Charles Angrand, Chemin de campagne, vers 1886
Paul Gauguin, Le Joueur de flageolet sur la falaise, 1889
Vincent van Gogh, Paysage de Saint-Rémi, 1889
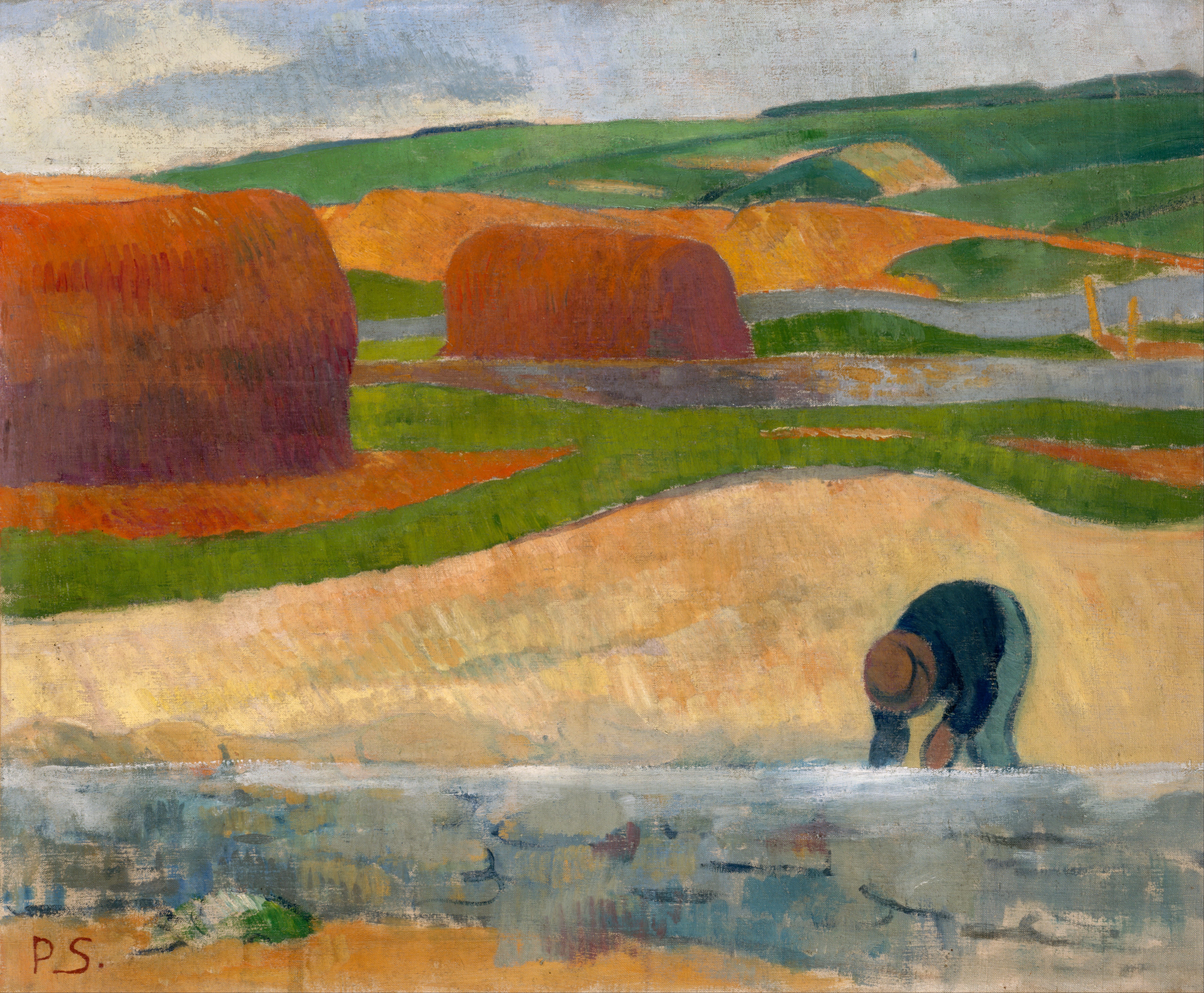
Paul Sérusier, Le Ramasseur de goémon, vers 1890
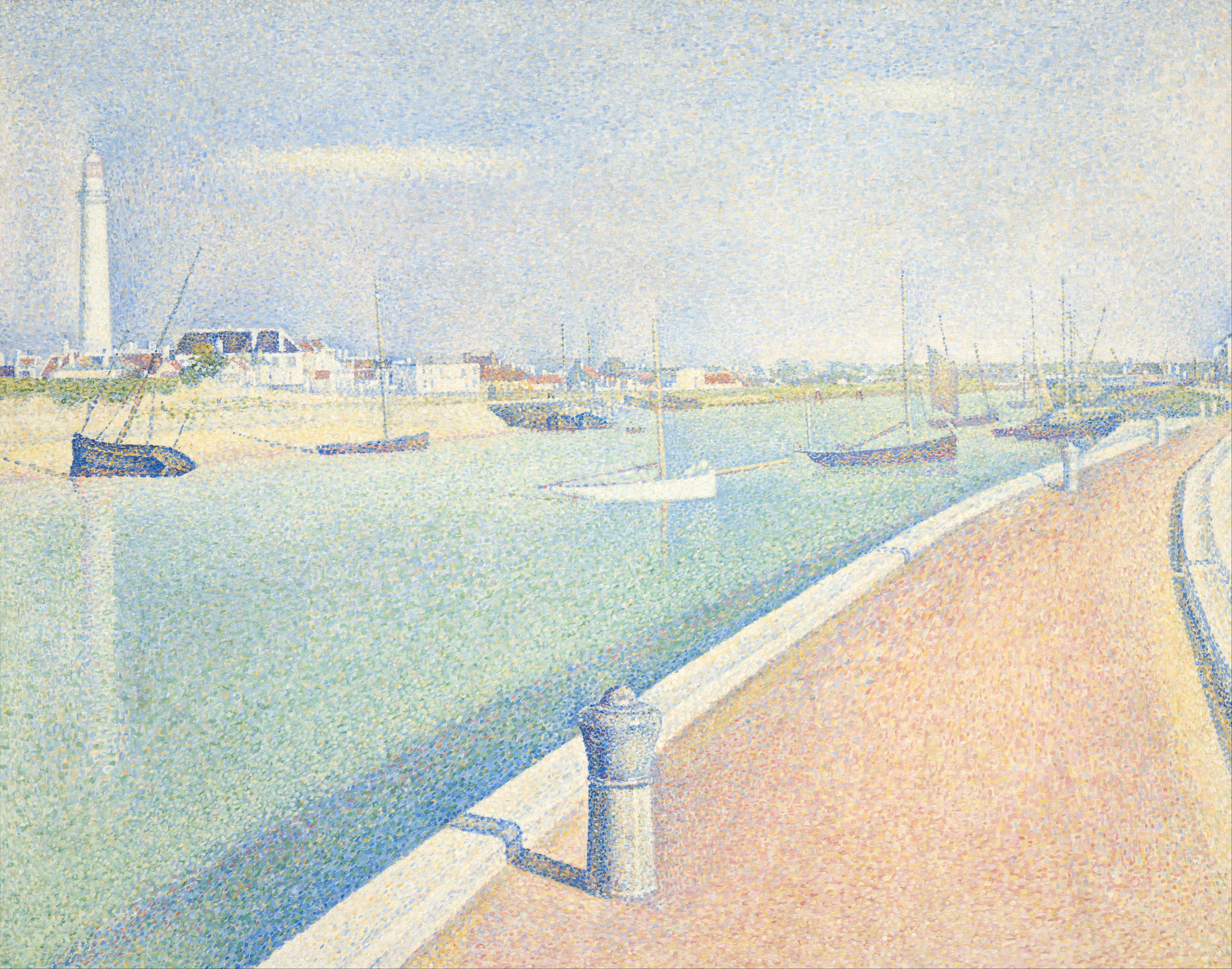
Georges Seurat, Le Chenal de Gravelines, Petit Fort Philippe, 1890
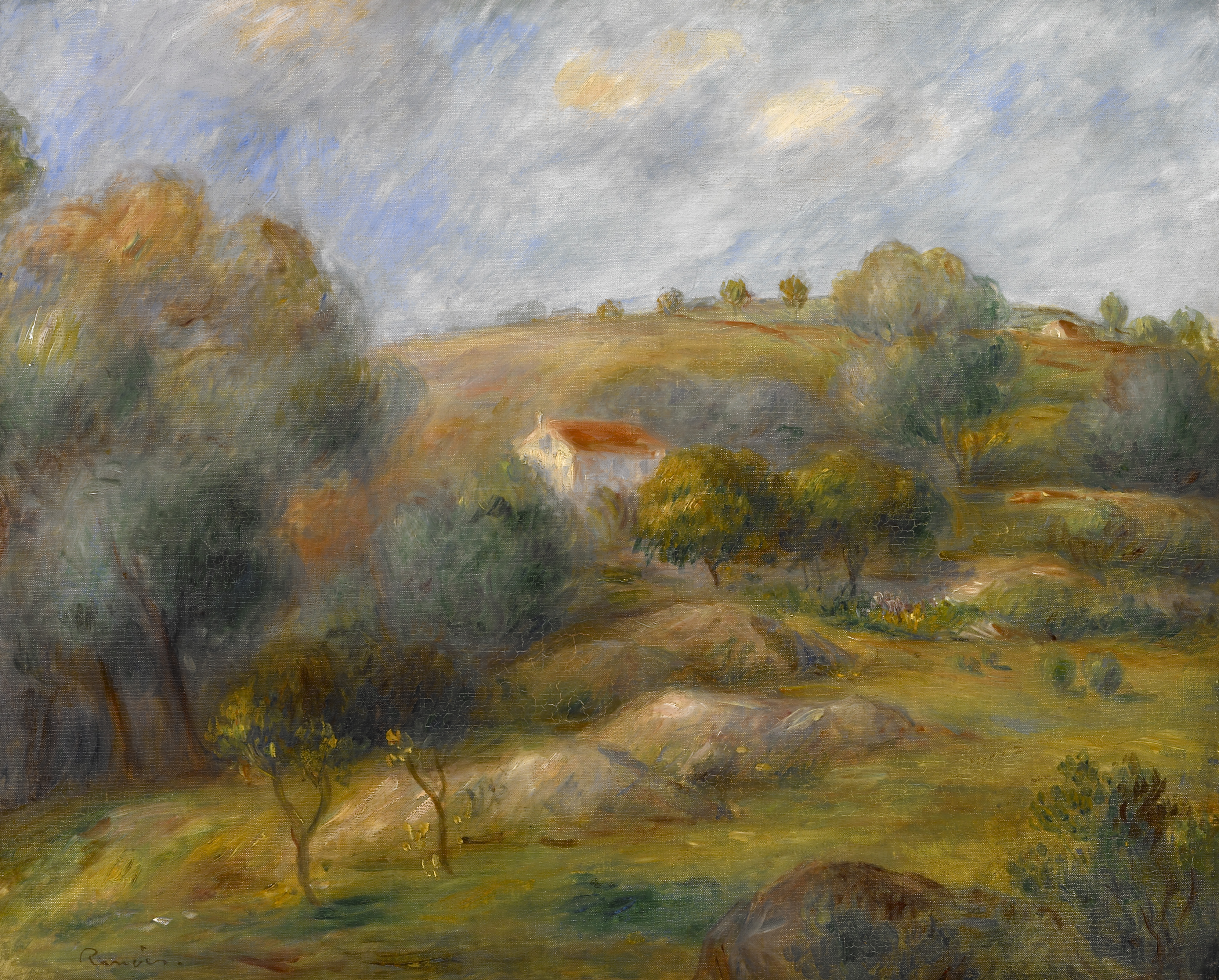
Auguste Renoir, Printemps à Essoyes, vers 1900
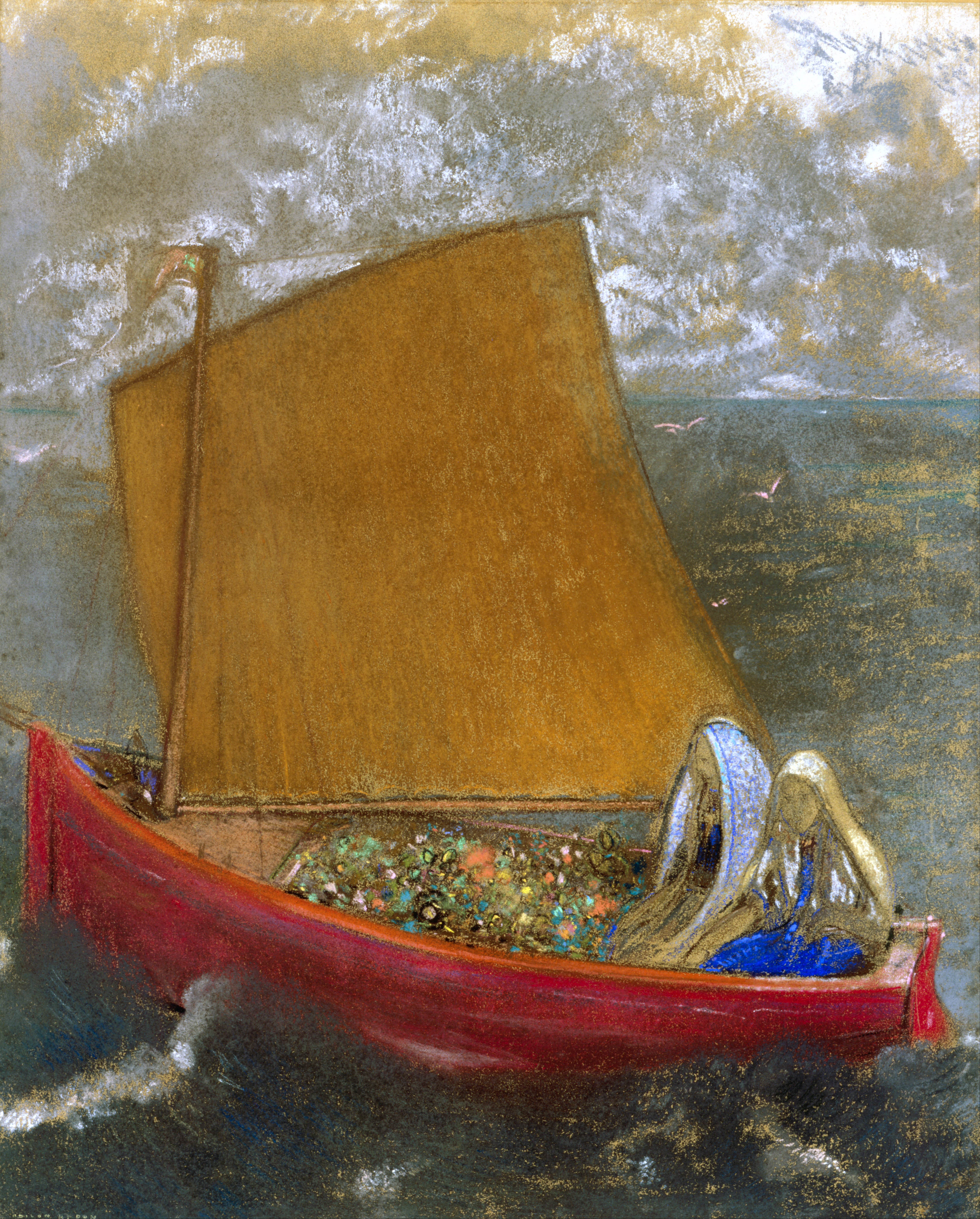
Odilon Redon, La Voile jaune, vers 1905
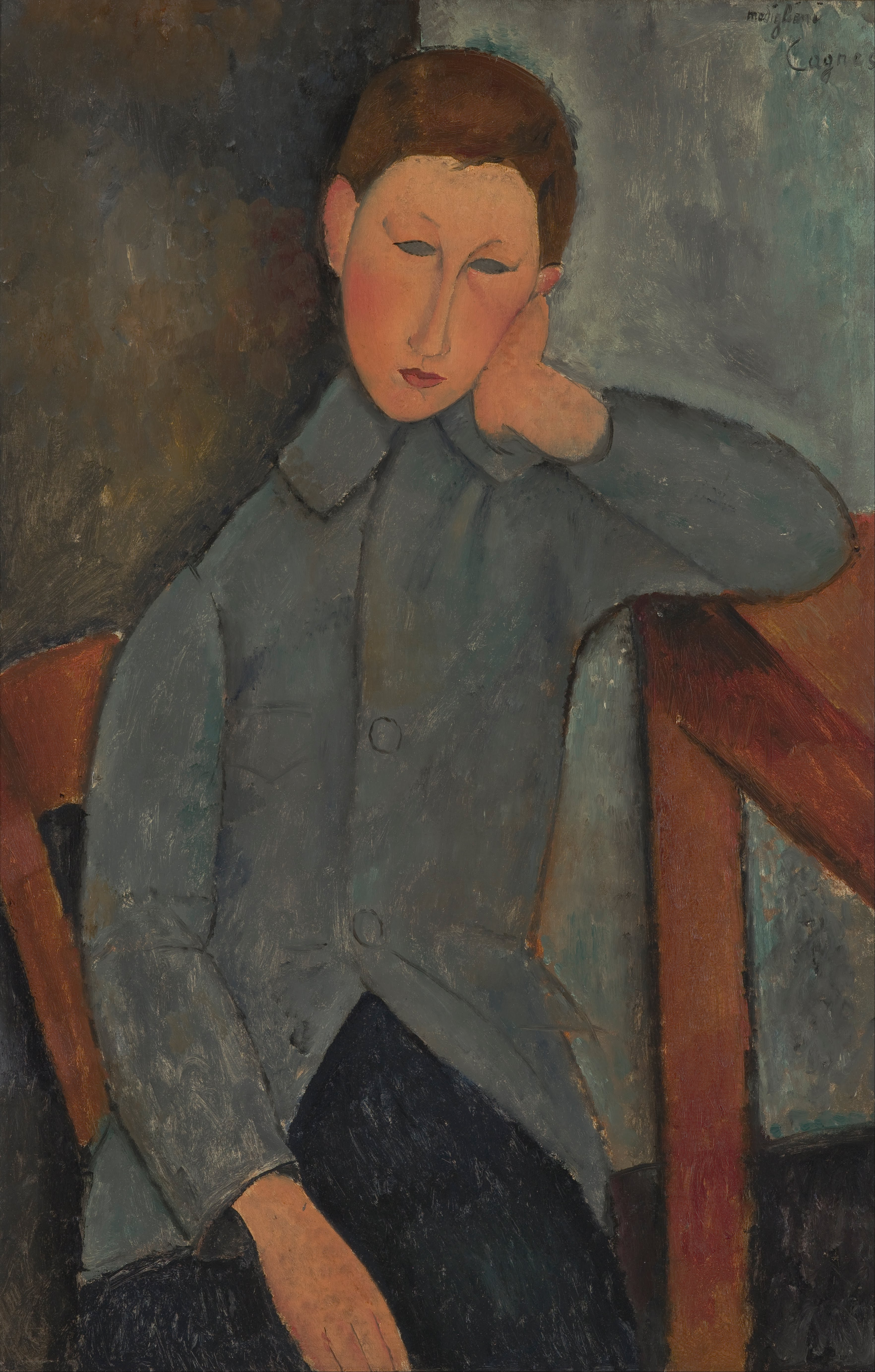
Amedeo Modigliani, Garçon à la veste bleue, 1919